# Isla San Pío
Isla San Pío är en obebodd ö i vid utloppet av floden Río Coco i Karribiska havet, vid udden Cabo Gracias a Dios. Ön tillhör kommunen Waspán i Nicaragua. Öns storlek och form varierar mycket över tiden då flodens nedersta förlopp och dess delta kontinuerligt förändras.